# 費姆島
費姆島（丹麥語：Femø）是丹麥的島嶼，位於洛蘭島以北的瓦登海，由西蘭大區負責管轄，面積11.38平方公里，最高點海拔高度22米，該島自新石器時代有人類居住，2012年人口131。

## 历史

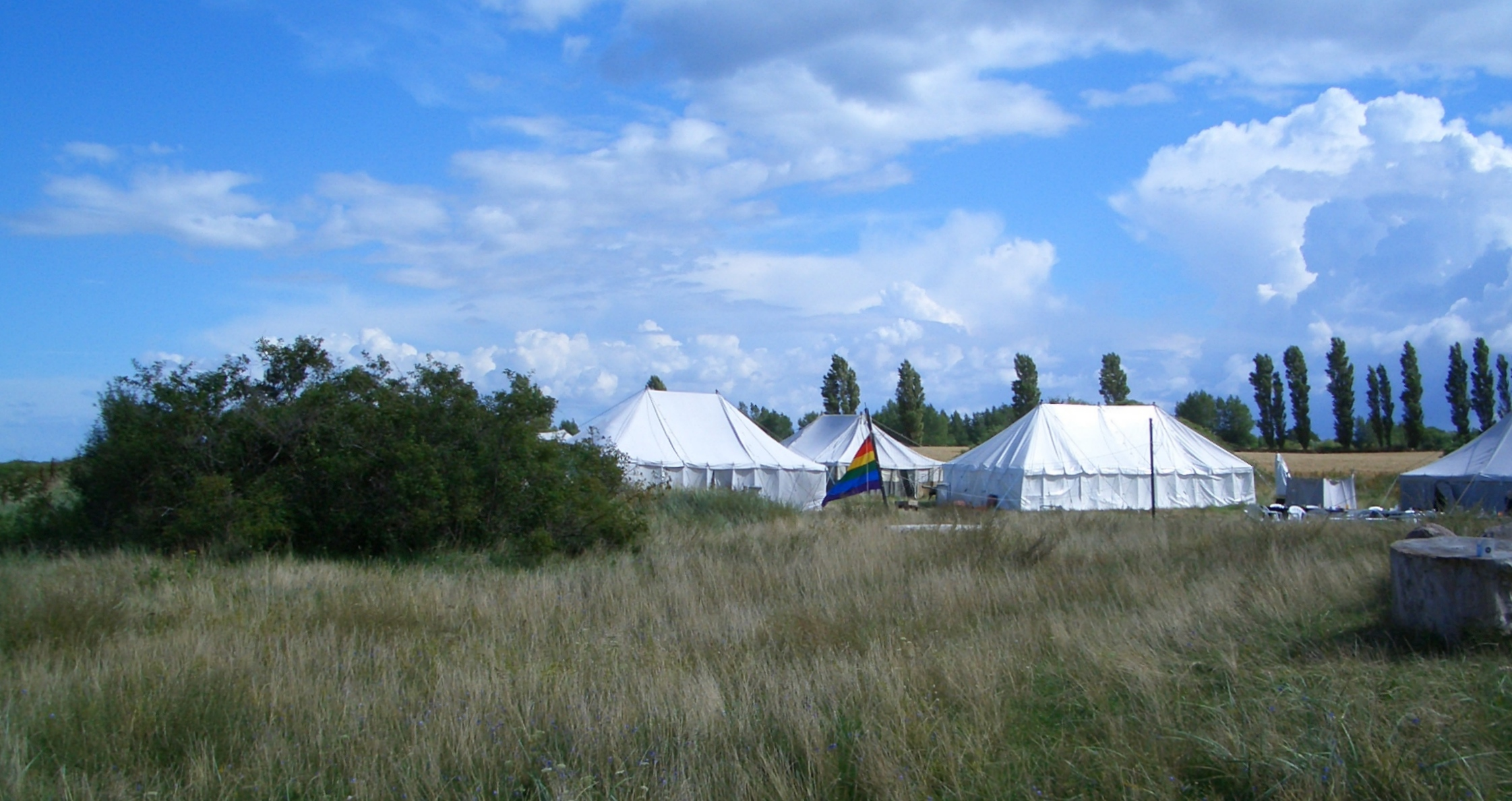
每年在该岛举行的女性夏令营

該島自新石器時代即有人類居住，1901年该岛曾达到其人口峰值，708人。2005年，人口154人，2014年其人口为121人，2021年人口117人。
受美国女权主义运动红袜运动影响的丹麦红袜运动自1971年其开始在该岛组织女性夏令营集会，初2020年因受2019冠状病毒病疫情影响外，每年持续8周，首次夏令营参加者有400余名女性。

## 外部連結
- kvindelejren( （页面存档备份，存于）)
- European Journal - Denmark: Teenage Life on a Remote Island